# Exconvento Betlehemita
El exconvento betlehemita es un edificio del siglo XVIII en la ciudad y puerto de Veracruz (México). En un principio fue utilizado como convento para los frailes de la orden religiosa de los betlehemitas, además de ser utilizado como hospital y escuela. El recinto funcionó como hospital hasta 1976. En 1983, se convirtió en la primera sede del Instituto Veracruzano de la Cultura.

## Historia
Desde 1775, el recinto empezó a ser utilizado como convento por los frailes de la orden religiosa de los betlehemitas y al mismo tiempo servía como hospital y escuela.
A principios del siglo XIX, España inhabilitó la orden de los betlehemitas. Las autoridades locales de Veracruz tomaron posesión del recinto que sería conocido como Hospital San Sebastián. Posteriormente, el hospital sería renombrado como Aquiles Serdán. En 1976, el hospital sería clausurado.
En 1987, el exconvento se convertiría en la primera sede del Instituto Veracruzano de la Cultura.

## Actividades
En la actualidad, el exconvento betlehemita concentra la mayor parte de las oficinas del Instituto Veracruzano de la Cultura en la parte superior del edificio. La planta baja del recinto está destinado como sede de la Escuela Libe de Música y la Escuela Libre Veracruzana de Danza. El edificio también tiene varios espacios dedicados a presentar las manifestaciones artísticas tradicionales y contemporáneas del estado de Veracruz.

## Otros datos
En la actualidad, es el único convento de la época colonial que se conserva en la ciudad de Veracruz.
El edificio está construido con piedra múcara, que es piedra de arrecife de coral.
Los restos del historiador mexicano Francisco del Paso y Troncoso se encuentran en este edificio.